# South West Delhi
Der Distrikt South West Delhi (Hindi दक्षिण पश्चिम दिल्ली जिला, englisch South West Delhi district) ist ein Distrikt des Nationalen Hauptstadtterritoriums Delhi in Indien. Er ist Teil der eine einzige Agglomeration bildenden Megastadt Delhi. Der Distrikt wurde im Jahr 1997 gegründet, bei der Reorganisation der Distrikte Delhis im Jahr 2012 aber in seiner Grenzziehung erheblich verändert.

## Geographie
Der Distrikt liegt im Südwesten des Hauptstadtterritoriums. Er grenzt auf weiter Strecke an den benachbarten Bundesstaat Haryana, im Norden an die Stadt Bahadurgarh, im Süden an die Stadt Gurugram.

## Verwaltungsgliederung
Der Distrikt South West Delhi ist wie die übrigen zehn Distrikte des Hauptstadtterritoriums in drei tehsils (Subdistrikte) unterteilt, nämlich Dwarka, Najafgarh und Kapashera.

## Geschichte

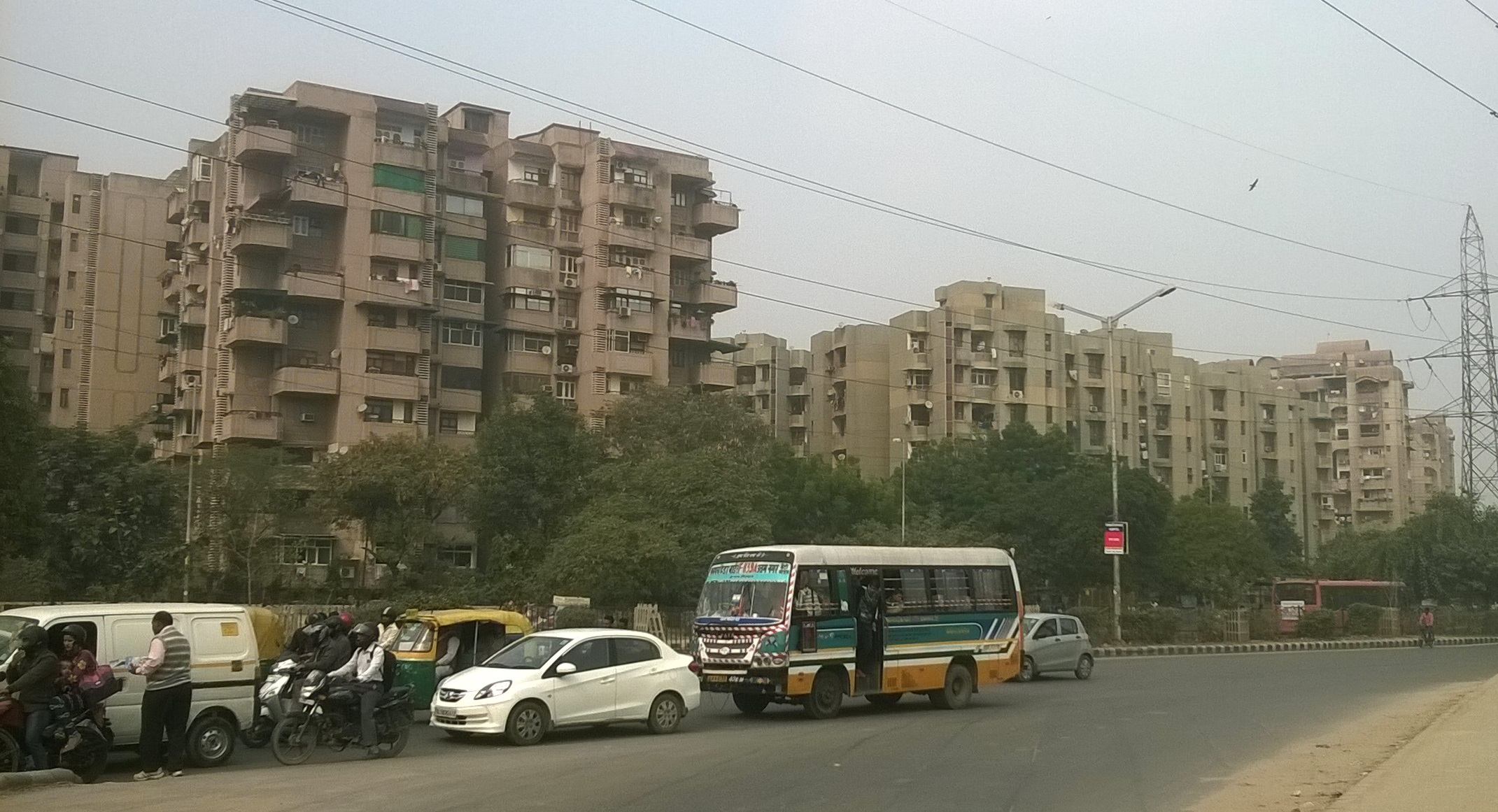
Straßenszene im Stadtteil Dwarka

Ein Distrikt namens South West Delhi besteht seit 1997, als das vormals aus einem einzigen Distrikt bestehende Hauptstadtterritorium in neun Distrikte geteilt wurde. In seinen damaligen Grenzen war der Distrikt 421 km² groß und hatte bei der Volkszählung 2011 rund 2,29 Millionen Einwohner.
Bei der Reorganisation der Distrikte Delhis im Jahr 2012, als deren Gesamtzahl auf elf erhöht wurde, erfuhr der Distrikt durch die Ausgliederung von Flächen zugunsten des Distrikts Neu-Delhi eine erhebliche Verkleinerung, weshalb ältere statistische Daten nicht mehr vergleichbar sind.